# Kire jezik
Kire jezik (ISO 639-3: geb; isto i Gire, Giri, Kire-Puire), transnovogvinejski jezik iz Papue Nove Gvinje, kojim govori oko 2 420 ljudi (2003 SIL) u provinciji Madang na donjem toku rijeke Ramu.
S jezicima aruamu [msy] i sepen [spm] čini jezičnu podskupinu mikarew, šira skupina ramu.

## Vanjske poveznice
- Ethnologue (14th)
- Ethnologue (15th)
- The Kire Language